# Tour de Romandia 2014
El Tour de Romandia 2014 fou la 68a edició del Tour de Romandia. La cursa es disputà entre el 29 d'abril i el 4 de maig de 2014 sobre un recorregut inicialment previst de 747,77 km, però que finalment quedà reduït a 632,77 km, per carreteres suïsses, distribuïts en cinc etapes i un pròleg. Aquesta era la catorzena prova de l'UCI World Tour 2014.
Amb un podi idèntic al de l'edició anterior, el britànic Chris Froome (Team Sky) guanyà la cursa per segon any consecutiu, després de guanyar la contrarellotge individual final disputada a Neuchâtel i recuperar el segon que tenia perdut respecte a l'eslovè Simon Špilak (Team Katusha). El podi el va completar el portuguès Rui Costa (Lampre-Merida), tercer per tercer any consecutiu.
En les altres classificacions Jesús Herrada (Movistar Team) guanyà la classificació dels joves després de finalitzar en la novena posició final, setze segons per davant del seu gran rival Thibaut Pinot (FDJ). Martin Kohler (BMC Racing Team) guanyà el mallot verd dels punts en els esprints intermedis, mentre el mallot rosa com a millor en la classificació de la muntanya fou per a Johann Tschopp (IAM Cycling). La classificació per equips fou pel Movistar Team, equip que situà a tres ciclistes, Beñat Intxausti, Ion Izagirre i Herrada entre els deu primers.

## Equips
El 10 de febrer de 2014 l'organització comunicà l'únic equip convidat que acompanyaria als 18 equips ProTour en la cursa, l'IAM Cycling.
| Núm.  | Codi | Equip                   |
| ----- | ---- | ----------------------- |
| 1-8   | SKY  | Team Sky                |
| 11-18 | OPQ  | Omega Pharma-Quick Step |
| 21-28 | MOV  | Movistar Team           |
| 31-38 | KAT  | Team Katusha            |
| 41-48 | ALM  | AG2R La Mondiale        |
| 51-58 | BMC  | BMC Racing Team         |
| 61-68 | TCS  | Team Tinkoff-Saxo       |
| 71-78 | TFR  | Trek Factory Racing     |
| 81-88 | OGE  | Orica-GreenEDGE         |
| 91-98 | BEL  | Belkin Pro Cycling Team |

| Núm.    | Codi | Equip                 |
| ------- | ---- | --------------------- |
| 101-108 | GRS  | Garmin-Sharp          |
| 111-118 | GIA  | Giant-Shimano         |
| 121-128 | LAM  | Lampre-Merida         |
| 131-138 | CAN  | Cannondale            |
| 141-148 | FDJ  | FDJ                   |
| 151-158 | LTB  | Lotto-Belisol         |
| 161-168 | AST  | Astana Qazaqstan Team |
| 171-178 | EUC  | Team Europcar         |
| 181-188 | IAM  | IAM Cycling           |

## Etapes
| Etapa    | Data       | Recorregut            |       | Km                      | Vencedor d'etapa         | Líder de la general      |
| -------- | ---------- | --------------------- | ----- | ----------------------- | ------------------------ | ------------------------ |
| Pròleg   | 29 d'abril | Ascona - Ascona       | 5,57  |                         | Michał Kwiatkowski (POL) | Michał Kwiatkowski (POL) |
| 1a etapa | 30 d'abril | Brigerbad - Sion      | 88,6  | Etapa de muntanya       | Michael Albasini (SUI)   | Michał Kwiatkowski (POL) |
| 2a etapa | 1 de maig  | Sion - Montreux       | 166,5 | Etapa de mitja muntanya | Michael Albasini (SUI)   | Michael Albasini (SUI)   |
| 3a etapa | 2 de maig  | Le Bouveret - Aigle   | 180,2 | Etapa de muntanya       | Simon Špilak (SLO)       | Simon Špilak (SLO)       |
| 4a etapa | 3 de maig  | Fribourg - Fribourg   | 173,1 | Etapa plana             | Michael Albasini (SUI)   | Simon Špilak (SLO)       |
| 5a etapa | 4 de maig  | Neuchâtel - Neuchâtel | 18,5  |                         | Chris Froome (GBR)       | Chris Froome (GBR)       |

### Pròleg
29 d'abril de 2014 - Ascona - Ascona, 5,57 km, contrarellotge individual
Michał Kwiatkowski fou el vencedor del pròleg inicial i primer líder d'aquesta edició.
Resultats i classificació general després del pròleg
|    | Ciclista                   | Equip                   | Temps  |
| -- | -------------------------- | ----------------------- | ------ |
| 1  | Michał Kwiatkowski (POL)   | Omega Pharma-Quick Step | 6' 22" |
| 2  | Rohan Dennis (AUS)         | Garmin-Sharp            | + 4"   |
| 3  | Marcel Kittel (GER)        | Giant-Shimano           | + 4"   |
| 4  | Giacomo Nizzolo (ITA)      | Trek Factory Racing     | + 4"   |
| 5  | Tony Martin (GER)          | Omega Pharma-Quick Step | + 5"   |
| 6  | Brett Lancaster (AUS)      | Orica-GreenEDGE         | + 6"   |
| 7  | Matthias Brändle (AUT)     | IAM Cycling             | + 7"   |
| 8  | Jesse Sergent (NZL)        | Trek Factory Racing     | + 8"   |
| 9  | Ramūnas Navardauskas (LTU) | Garmin-Sharp            | + 9"   |
| 10 | Martijn Keizer (NED)       | Belkin Pro Cycling Team | + 9"   |

### Etapa 1
30 d'abril de 2014 — Brigerbad - Sion, 88,6 km.
L'etapa inicialment estava programada sobre un recorregut de 203 km, però es va veure sensiblement retallada per culpa de la neu. Michael Albasini (Orica-GreenEDGE) guanyà l'etapa a l'esprint, mentre Michał Kwiatkowski conservà el liderat.
|    | Ciclista                   | Equip                   | Temps      |
| -- | -------------------------- | ----------------------- | ---------- |
| 1  | Michael Albasini (SUI)     | Orica-GreenEDGE         | 2h 11' 11" |
| 2  | Jesús Herrada (ESP)        | Movistar Team           | m. t.      |
| 3  | Ramūnas Navardauskas (LTU) | Garmin-Sharp            | m. t.      |
| 4  | Maxim Iglinsky (KAZ)       | Astana Qazaqstan Team   | m. t.      |
| 5  | Andrew Talansky (USA)      | Garmin-Sharp            | m. t.      |
| 6  | Matthias Brändle (AUT)     | IAM Cycling             | m. t.      |
| 7  | Rui Costa (POR)            | Lampre-Merida           | m. t.      |
| 8  | Jonathan Hivert (FRA)      | Belkin Pro Cycling Team | m. t.      |
| 9  | Björn Thurau (GER)         | Team Europcar           | m. t.      |
| 10 | Thomas Voeckler (FRA)      | Team Europcar           | m. t.      |

|    | Ciclista                   | Equip                   | Temps      |
| -- | -------------------------- | ----------------------- | ---------- |
| 1  | Michał Kwiatkowski (POL)   | Omega Pharma-Quick Step | 2h 17' 33" |
| 2  | Michael Albasini (SUI)     | Orica-GreenEDGE         | + 5"       |
| 3  | Ramūnas Navardauskas (LTU) | Garmin-Sharp            | + 5"       |
| 4  | Jesús Herrada (ESP)        | Movistar Team           | + 6"       |
| 5  | Matthias Brändle (AUT)     | IAM Cycling             | + 7"       |
| 6  | Rohan Dennis (AUS)         | Garmin-Sharp            | + 8"       |
| 7  | Tony Martin (GER)          | Omega Pharma-Quick Step | + 9"       |
| 8  | Martijn Keizer (NED)       | Belkin Pro Cycling Team | + 13"      |
| 9  | Alexandre Geniez (FRA)     | FDJ                     | + 13"      |
| 10 | Chris Froome (GBR)         | Team Sky                | + 14"      |

### Etapa 2
1 de maig de 2014 — Sion - Montreux, 166.5 km (103.5 mi)
Gràcies a la segona victòria consecutiva Michael Albasini (Orica-GreenEDGE) es converteix en el nou líder de la cursa.
|    | Ciclista                   | Equip                   | Temps      |
| -- | -------------------------- | ----------------------- | ---------- |
| 1  | Michael Albasini (SUI)     | Orica-GreenEDGE         | 4h 12' 22" |
| 2  | Tony Hurel (FRA)           | Team Europcar           | m. t.      |
| 3  | Giacomo Nizzolo (ITA)      | Trek Factory Racing     | m. t.      |
| 4  | Aleksei Tsatévitx (RUS)    | Team Katusha            | m. t.      |
| 5  | Michał Kwiatkowski (POL)   | Omega Pharma-Quick Step | m. t.      |
| 6  | Maxim Iglinsky (KAZ)       | Astana Qazaqstan Team   | m. t.      |
| 7  | Tosh Van der Sande (BEL)   | Lotto-Belisol           | m. t.      |
| 8  | Ramūnas Navardauskas (LTU) | Garmin-Sharp            | m. t.      |
| 9  | Danilo Wyss (SUI)          | BMC Racing Team         | m. t.      |
| 10 | Chris Froome (GBR)         | Team Sky                | m. t.      |

|    | Ciclista                   | Equip                   | Temps      |
| -- | -------------------------- | ----------------------- | ---------- |
| 1  | Michael Albasini (SUI)     | Orica-GreenEDGE         | 6h 29' 50" |
| 2  | Michał Kwiatkowski (POL)   | Omega Pharma-Quick Step | + 5"       |
| 3  | Ramūnas Navardauskas (LTU) | Garmin-Sharp            | + 10"      |
| 4  | Jesús Herrada (ESP)        | Movistar Team           | + 11"      |
| 5  | Matthias Brändle (AUT)     | IAM Cycling             | + 12"      |
| 6  | Rohan Dennis (AUS)         | Garmin-Sharp            | + 13"      |
| 7  | Tony Martin (GER)          | Omega Pharma-Quick Step | + 14"      |
| 8  | Martijn Keizer (NED)       | Belkin Pro Cycling Team | + 18"      |
| 9  | Chris Froome (GBR)         | Team Sky                | + 19"      |
| 10 | Ion Izagirre (ESP)         | Movistar Team           | + 19"      |

### Etapa 3
2 de maig de 2014 — Le Bouveret - Aigle, 180,5 km
L'etapa reina d'aquesta edició fou guanyada per l'eslovè Simon Špilak (Team Katusha), amb el mateix temps que Chris Froome (Team Sky). Amb aquest triomf Špilak passà a liderar la cursa amb un segon sobre Froome.
|    | Ciclista              | Equip                 | Temps      |
| -- | --------------------- | --------------------- | ---------- |
| 1  | Simon Špilak (SLO)    | Team Katusha          | 5h 09' 23" |
| 2  | Chris Froome (GBR)    | Team Sky              | m. t.      |
| 3  | Rui Costa (POR)       | Lampre-Merida         | + 57"      |
| 4  | Jakob Fuglsang (DEN)  | Astana Qazaqstan Team | + 57"      |
| 5  | Beñat Intxausti (ESP) | Movistar Team         | + 57"      |
| 6  | Mathias Frank (SUI)   | IAM Cycling           | + 57"      |
| 7  | Vincenzo Nibali (ITA) | Astana Qazaqstan Team | + 57"      |
| 8  | Jesús Herrada (ESP)   | Movistar Team         | + 1' 41"   |
| 9  | Thibaut Pinot (FRA)   | FDJ                   | + 1' 41"   |
| 10 | Andrew Talansky (USA) | Garmin-Sharp          | + 1' 41"   |

|    | Ciclista              | Equip                 | Temps       |
| -- | --------------------- | --------------------- | ----------- |
| 1  | Simon Špilak (SLO)    | Team Katusha          | 11h 39' 25" |
| 2  | Chris Froome (GBR)    | Team Sky              | + 1"        |
| 3  | Rui Costa (POR)       | Lampre-Merida         | + 1' 02"    |
| 4  | Vincenzo Nibali (ITA) | Astana Qazaqstan Team | + 1' 06"    |
| 5  | Mathias Frank (SUI)   | IAM Cycling           | + 1' 10"    |
| 6  | Beñat Intxausti (ESP) | Movistar Team         | + 1' 13"    |
| 7  | Jakob Fuglsang (DEN)  | Astana Qazaqstan Team | + 1' 14"    |
| 8  | Jesús Herrada (ESP)   | Movistar Team         | + 1' 40"    |
| 9  | Ion Izagirre (ESP)    | Movistar Team         | + 1' 48"    |
| 10 | Andrew Talansky (USA) | Garmin-Sharp          | + 1' 50"    |

### Etapa 4
3 de maig de 2014 — Fribourg - Fribourg, 173,1 km
Tercera victòria a l'esprint d'Albasini en aquesta edició, mentre Špilak manté el liderat.
|    | Ciclista                   | Equip                   | Temps      |
| -- | -------------------------- | ----------------------- | ---------- |
| 1  | Michael Albasini (SUI)     | Orica-GreenEDGE         | 4h 14' 21" |
| 2  | Thomas Voeckler (FRA)      | Team Europcar           | m. t.      |
| 3  | Jan Bakelants (BEL)        | Omega Pharma-Quick Step | m. t.      |
| 4  | Davide Appollonio (ITA)    | AG2R La Mondiale        | + 9"       |
| 5  | Anthony Roux (FRA)         | FDJ                     | + 9"       |
| 6  | Oscar Gatto (ITA)          | Cannondale              | + 9"       |
| 7  | Ramūnas Navardauskas (LTU) | Garmin-Sharp            | + 9"       |
| 8  | Luka Mezgec (SLO)          | Giant-Shimano           | + 9"       |
| 9  | Roberto Ferrari (ITA)      | Lampre-Merida           | + 9"       |
| 10 | Tony Hurel (FRA)           | Team Europcar           | + 9"       |

|    | Ciclista              | Equip                 | Temps       |
| -- | --------------------- | --------------------- | ----------- |
| 1  | Simon Špilak (SLO)    | Team Katusha          | 15h 53' 55" |
| 2  | Chris Froome (GBR)    | Team Sky              | + 1"        |
| 3  | Rui Costa (POR)       | Lampre-Merida         | + 1' 02"    |
| 4  | Vincenzo Nibali (ITA) | Astana Qazaqstan Team | + 1' 06"    |
| 5  | Mathias Frank (SUI)   | IAM Cycling           | + 1' 10"    |
| 6  | Beñat Intxausti (ESP) | Movistar Team         | + 1' 13"    |
| 7  | Jakob Fuglsang (DEN)  | Astana Qazaqstan Team | + 1' 14"    |
| 8  | Jesús Herrada (ESP)   | Movistar Team         | + 1' 40"    |
| 9  | Ion Izagirre (ESP)    | Movistar Team         | + 1' 48"    |
| 10 | Andrew Talansky (USA) | Garmin-Sharp          | + 1' 50"    |

### Etapa 5
4 de maig de 2014 — Neuchâtel - Neuchâtel, 18,5 km, contrarellotge individual.
L'excel·lent contrarellotge final realitzada per Chris Froome li va permetre recuperar el segon que tenia perdut respecte a Simon Špilak i guanyà la classificació final del Tour de Romandia.
|    | Ciclista             | Equip                   | Temps   |
| -- | -------------------- | ----------------------- | ------- |
| 1  | Chris Froome (GBR)   | Team Sky                | 24' 50" |
| 2  | Tony Martin (GER)    | Omega Pharma-Quick Step | + 1"    |
| 3  | Jesse Sergent (NZL)  | Trek Factory Racing     | + 8"    |
| 4  | Rigoberto Urán (COL) | Omega Pharma-Quick Step | + 15"   |
| 5  | Ion Izagirre (ESP)   | Movistar Team           | + 20"   |
| 6  | Riccardo Zoidl (AUT) | Trek Factory Racing     | + 29"   |
| 7  | Simon Špilak (SLO)   | Team Katusha            | + 29"   |
| 8  | Rui Costa (POR)      | Lampre-Merida           | + 31"   |
| 9  | Thibaut Pinot (FRA)  | FDJ                     | + 35"   |
| 10 | Mathias Frank (SUI)  | IAM Cycling             | + 35"   |

|    | Ciclista              | Equip                 | Temps       |
| -- | --------------------- | --------------------- | ----------- |
| 1  | Chris Froome (GBR)    | Team Sky              | 16h 18' 46" |
| 2  | Simon Špilak (SLO)    | Team Katusha          | + 28"       |
| 3  | Rui Costa (POR)       | Lampre-Merida         | + 1' 32"    |
| 4  | Mathias Frank (SUI)   | IAM Cycling           | + 1' 44"    |
| 5  | Vincenzo Nibali (ITA) | Astana Qazaqstan Team | + 1' 48"    |
| 6  | Beñat Intxausti (ESP) | Movistar Team         | + 1' 52"    |
| 7  | Jakob Fuglsang (DEN)  | Astana Qazaqstan Team | + 1' 56"    |
| 8  | Ion Izagirre (ESP)    | Movistar Team         | + 2' 07"    |
| 9  | Jesús Herrada (ESP)   | Movistar Team         | + 2' 15"    |
| 10 | Thibaut Pinot (FRA)   | FDJ                   | + 2' 31"    |

## Classificacions finals

### Classificació general
|    | Ciclista              | Equip                 | Temps       |
| -- | --------------------- | --------------------- | ----------- |
| 1  | Chris Froome (GBR)    | Team Sky              | 16h 18' 46" |
| 2  | Simon Špilak (SLO)    | Team Katusha          | + 28"       |
| 3  | Rui Costa (POR)       | Lampre-Merida         | + 1' 32"    |
| 4  | Mathias Frank (SUI)   | IAM Cycling           | + 1' 44"    |
| 5  | Vincenzo Nibali (ITA) | Astana Qazaqstan Team | + 1' 48"    |
| 6  | Beñat Intxausti (ESP) | Movistar Team         | + 1' 52"    |
| 7  | Jakob Fuglsang (DEN)  | Astana Qazaqstan Team | + 1' 56"    |
| 8  | Ion Izagirre (ESP)    | Movistar Team         | + 2' 07"    |
| 9  | Jesús Herrada (ESP)   | Movistar Team         | + 2' 15"    |
| 10 | Thibaut Pinot (FRA)   | FDJ                   | + 2' 31"    |

### Classificacions secundàries
|   | Ciclista             | Equip         | Punts |
| - | -------------------- | ------------- | ----- |
| 1 | Johann Tschopp (SUI) | IAM Cycling   | 30    |
| 2 | Cyril Gautier (FRA)  | Team Europcar | 28    |
| 3 | Chris Froome (GBR)   | Team Sky      | 12    |

|   | Ciclista                | Equip                 | Punts |
| - | ----------------------- | --------------------- | ----- |
| 1 | Martin Kohler (SUI)     | BMC Racing Team       | 12    |
| 2 | Alexis Vuillermoz (FRA) | AG2R La Mondiale      | 10    |
| 3 | Vincenzo Nibali (ITA)   | Astana Qazaqstan Team | 6     |

|   | Ciclista             | Equip             | Temps       |
| - | -------------------- | ----------------- | ----------- |
| 1 | Jesús Herrada (ESP)  | Movistar Team     | 16h 21' 01" |
| 2 | Thibaut Pinot (FRA)  | FDJ               | + 16"       |
| 3 | Edward Beltrán (COL) | Team Tinkoff-Saxo | + 10' 50"   |

|   | Equip                 | País       | Temps       |
| - | --------------------- | ---------- | ----------- |
| 1 | Movistar Team         | Espanya    | 49h 02' 34" |
| 2 | IAM Cycling           | Suïssa     | + 2' 48"    |
| 3 | Astana Qazaqstan Team | Kazakhstan | + 7' 13"    |

### UCI World Tour
El Tour de Romandia atorga punts per l'UCI World Tour 2014 sols als ciclistes dels equips de categoria ProTeam.
| Posició               | 1r  | 2n | 3r | 4t | 5è | 6è | 7è | 8è | 9è | 10è |
| Classificació general | 100 | 80 | 70 | 60 | 50 | 40 | 30 | 20 | 10 | 4   |
| Per etapa             | 6   | 4  | 2  | 1  | 1  |    |    |    |    |     |

| #  | Ciclista                         | Equip                   | Punts |
| -- | -------------------------------- | ----------------------- | ----- |
| 1  | Christopher Froome (GBR)         | Team Sky                | 110   |
| 2  | Simon Špilak (SLO)               | Team Katusha            | 86    |
| 3  | Rui Alberto Faria da Costa (POR) | Lampre-Merida           | 72    |
| 4  | Vincenzo Nibali (ITA)            | Astana Qazaqstan Team   | 50    |
| 5  | Beñat Intxausti (ESP)            | Movistar Team           | 41    |
| 6  | Jakob Fuglsang (DEN)             | Astana Qazaqstan Team   | 31    |
| 7  | Ion Izagirre (ESP)               | Movistar Team           | 21    |
| 8  | Michael Albasini (SUI)           | Orica-GreenEDGE         | 18    |
| 9  | Jesús Herrada (ESP)              | Movistar Team           | 14    |
| 10 | Michał Kwiatkowski (POL)         | Omega Pharma-Quick Step | 7     |

## Evolució de les classificacions
| Etepa | Vencedor           | Classificació general | Classificació de la muntanya | Classificació dels esprints | Classificació dels joves | Classificació per equips |
| ----- | ------------------ | --------------------- | ---------------------------- | --------------------------- | ------------------------ | ------------------------ |
| P     | Michał Kwiatkowski | Michał Kwiatkowski    | no entregat                  | no entregat                 | Michał Kwiatkowski       | Omega Pharma-Quick Step  |
| 1     | Michael Albasini   | Michał Kwiatkowski    | Johann Tschopp               | Vincenzo Nibali             | Michał Kwiatkowski       | Omega Pharma-Quick Step  |
| 2     | Michael Albasini   | Michael Albasini      | Johann Tschopp               | Martin Kohler               | Michał Kwiatkowski       | Omega Pharma-Quick Step  |
| 3     | Simon Špilak       | Simon Špilak          | Johann Tschopp               | Martin Kohler               | Jesús Herrada            | Movistar Team            |
| 4     | Michael Albasini   | Simon Špilak          | Johann Tschopp               | Martin Kohler               | Jesús Herrada            | Movistar Team            |
| 5     | Chris Froome       | Chris Froome          | Johann Tschopp               | Martin Kohler               | Jesús Herrada            | Movistar Team            |
| Final | Final              | Chris Froome          | Johann Tschopp               | Martin Kohler               | Jesús Herrada            | Movistar Team            |